# Araçoiaba da Serra (ort)
Araçoiaba da Serra är en ort i Brasilien.   Den ligger i kommunen Araçoiaba da Serra och delstaten São Paulo, i den sydöstra delen av landet, 900 km söder om huvudstaden Brasília. Araçoiaba da Serra ligger 619 meter över havet och antalet invånare är 15 395.
Terrängen runt Araçoiaba da Serra är platt åt sydost, men åt nordväst är den kuperad. Runt Araçoiaba da Serra är det tätbefolkat, med 709 invånare per kvadratkilometer.. Närmaste större samhälle är Sorocaba, 15,9 km öster om Araçoiaba da Serra. 
Omgivningarna runt Araçoiaba da Serra är en mosaik av jordbruksmark och naturlig växtlighet.